# Estádio Fernando Lopes Ferreira

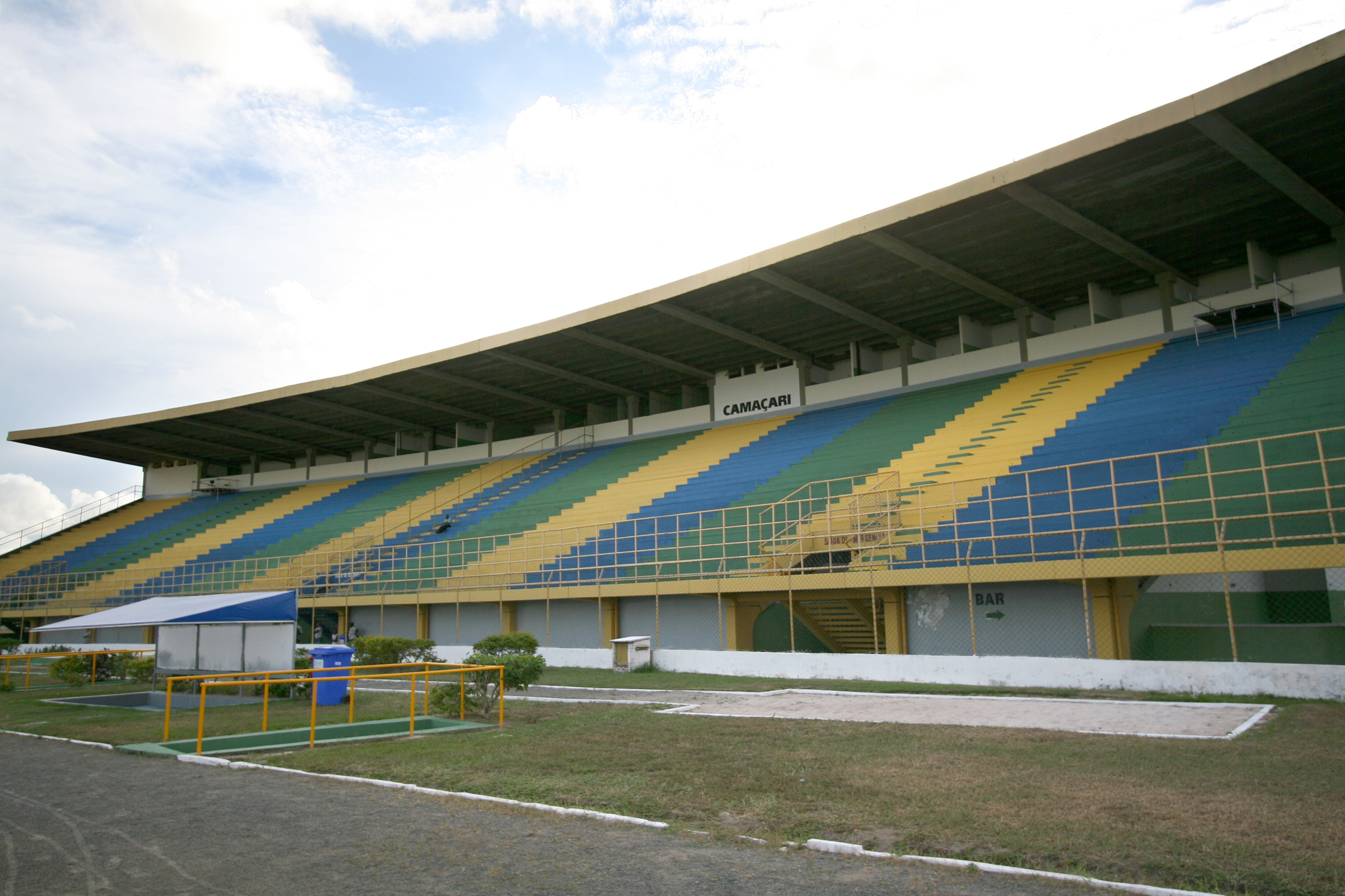
Arquibancada do estádio.

Estádio Fernando Ferreira Lopes é um estádio brasileiro de futebol está localizado na cidade de Camaçari, Bahia. Ele pertence à Prefeitura de Camaçari e atende ao Camaçari Futebol Clube e ao Sport Clube Camaçariense. Sua capacidade é de sete mil espectadores.
Foi um dos estádios baianos candidatos a centro oficial de treinamento durante a Copa do Mundo FIFA de 2014, uma vez que a Arena Fonte Nova era um dos locais selecionadas para realização dos jogos.

## História
O estádio foi inaugurado no ano de 1985 com o nome de Estádio Waldeck Ornelas, mas sofreu uma reforma em 2005. Com isso, o seu nome foi modificado para Estádio Armando Oliveira, em homenagem a um jornalista baiano renomado. No final do ano de 2007, houve mais uma reforma no estádio realizada pela prefeitura de Camaçari, recuperando o gramado, os sistemas elétrico e hidráulico, além de pintura e iluminação.
Em 2008, o Esporte Clube Bahia utilizou o estádio camaçariense para a disputa do Campeonato Baiano de Futebol, pois a Fonte Nova foi interditada devido a queda das arquibancadas. O Bahia utilizou o estádio até o fim do Campeonato Baiano, pois para a disputa do Campeonato Brasileiro da Serie B de 2008, só eram permitidos estádios com a capacidade superior a 10.000 pessoas.
O estádio foi uma das sedes da Copa 2 de Julho, nas edições de 2009 e 2010, tendo como equipe residente a Seleção Brasileira de Futebol Sub-17 nesta competição.
Em 2012, o estádio foi a casa do Salvador All Saints Futebol Americano, único representante do Estado da Bahia no Campeonato Brasileiro da modalidade.
Em 2018, o estádio passou a se chamar para Estádio Fernando Ferreira Lopes, com a intenção de homenagear Fernando Ferreira Lopes, pessoa de bastante relevância no cenário esportivo do município, um dos fundadores do Fluminense Futebol Clube de Camaçari. Ele foi o responsável por profissionalizar o time, que passou a se chamar Camaçari Futebol Clube (CFC), levando a equipe à primeira divisão do futebol baiano em 1991, e a competir nacionalmente na Série C e Copa do Brasil. Fernando morreu em dezembro de 2017, aos 70 anos.